# Éléonore Reuss de Köstritz
Titre
Reine de Bulgarie
28 février 1908 – 12 septembre 1917
(9 ans, 6 mois et 15 jours)
La princesse Éléonore Caroline Gasparine Louise de Reuss-Köstritz, née le 22 août 1860 à Trebschen, arrondissement de Züllichau-Schwiebus (de) (province de Silésie) et morte le 12 septembre 1917 au château d'Euxinograd à Varna (Bulgarie), est une princesse allemande de la maison de Reuss, épouse de Ferdinand Ier de Bulgarie et reine des Bulgares.

## Biographie
La princesse et future reine Éléonore est la fille du prince Henri IV de Reuss-Köstritz et de son épouse, née princesse Louise de Reuss-Greiz (1822-1875). Elle épouse à l'âge de 47 ans le roi Ferdinand Ier de Bulgarie, de la maison de Saxe-Cobourg et Gotha, neuf ans après que celui fut devenu veuf de sa première épouse, Marie-Louise de Bourbon-Parme. Les fiançailles du roi et de la princesse de Reuss ont été arrangées par la grande-duchesse Wladimir, née princesse Marie de Mecklembourg-Schwerin, fameuse grande-duchesse qui entre autres aimait Paris et ses grandes maisons de bijoutiers.
Le mariage catholique (religion de l'époux) a lieu le 28 février 1908 à l'église Saint-Augustin de Cobourg, et la cérémonie protestante au château d'Osterstein à côté de Gera, résidence des princes de Reuss, le 1er mars suivant. Ce mariage reste blanc. La nouvelle reine embrasse son rôle de belle-mère avec devoir et dévouement envers les enfants de son époux. Elle est infirmière pendant la Grande Guerre, alors que la Bulgarie se range du côté de l'Empire allemand et de l'Autriche-Hongrie et porte assistance aux soldats blessés avec amour.
Malade à la fin de la guerre, elle demande à être enterrée dans le cimetière de l'église de Boyana à côté de Sofia, souhait exaucé. Sa tombe est saccagée par les communistes, puis ses restes retrouvent leur place, après 1989.

## Distinction
- 6 mai 1910 : dame grand-croix de l'ordre de Sainte-Catherine
- Dame de l'ordre de Saint-Alexandre
- Dame de l'ordre d'Élisabeth